# Stargaze
Stargaze é um programa para plataforma Windows que exibe o mapa do céu com estrelas, planetas e até chuva de meteoros.
É um programa simples, leve e gratuito. Basta ter em mãos sua localização no globo para fazer o melhor uso deste software. As imagens geradas por este software são em 2D e podem ser exportadas em formato .bmp e é utilizado por muitos jornais de escola que querem ter uma seção completa sobre o assunto. Além disso, seu banco de dados é enorme e qualquer estrela clicada é exibida seu nome e muitas outras informações.